# چیما روسا
چیما روسا (به لاتین: Cima Rossa) یک کوه در سوئیس است که در کانتون گراوبوندن واقع شده‌است. چیما روسا ۳٬۱۶۱ متر بالاتر از سطح دریا واقع شده‌است.